# جورج دوق كينت
الأمير جورج دوق كينت (بالإنجليزية: Prince George, Duke of Kent) (الاسم الكامل:جورج إدوارد ألكسندر ادموند، 20 ديسمبر 1902 - 25 أغسطس 1942) كان عضوا في العائلة المالكة البريطانية فهو الابن الرابع والطفل الخامس للملك جورج الخامس والملكة ماري ، وأشقاءه هم الملك إدوارد الثامن والملك جورج السادس وحمل لقب دوق كينت منذ عام 1934 حتى وفاته في حادث تحطم طائرة عسكرية في 25 أغسطس 1942.

## عن حياته
ولد الأمير جورج في 20 ديسمبر 1902، في ساندرينجهام في إنجلترا وكان عضوا في العائلة المالكة البريطانية فهو الابن الرابع والطفل الخامس للملك جورج الخامس والملكة ماري ، وأشقاءه هم الملك إدوارد الثامن والملك جورج السادس وحمل لقب دوق كينت منذ عام 1934 حتى وفاته في حادث تحطم طائرة عسكرية في 25 أغسطس 1942.

## وفاته
توفي الأمير جورج في 25 أغسطس 1942 في مورفين في سكوتلندا بسبب حادث تحطم طائرة عسكرية عن عمر يناهز 39 سنة.